# Strike Germany
Strike Germany ist ein anonymer, während des Kriegs in Israel und Gaza 2024 gestarteter Aufruf, der sich an Kulturschaffende wendet, um Veranstaltungen deutscher Kultureinrichtungen zu boykottieren.

## Urheber und Unterzeichner
Der Text steht seit Januar 2024 im Internet, unter anderem in französischer, englischer und deutscher Sprache. Die Urheberschaft ist unbekannt, ein Impressum ist nicht vorhanden, lediglich der Hinweis „ein breiter Zusammenschluss von Künstlern, Filmemachern, Schriftstellern und Kulturschaffenden mit Sitz in Berlin“ stehe hinter dem Aufruf. Strike Germany wird im Umfeld der vom Bundestag als antisemitisch eingestuften Boycott-, Divestment-and-Sanctions-Kampagne verortet, die das Ziel hat, den Staat Israel zu boykottieren.
Unterzeichnet wurde Strike Germany unter anderem von Annie Ernaux, Judith Butler, Catherine David, Jesse Darling, Françoise Vergès, Yasmine Hamdan, Indya Moore, Charlotte Prodger, Lana Bastašić und Lawrence Abu Hamdan.

## Inhalt
Das Dokument ruft Kulturschaffende dazu auf, sich Ausstellungen und Veranstaltungen in Institutionen zu verweigern, die „die Politik ihrer Künstler kontrollieren“, insbesondere derjenigen, die sich pro-palästinensisch geäußert hätten. Hintergrund ist die Ablehnung der gegenwärtigen deutschen Nahost-Politik unter dem Kabinett Scholz. Auch wurden die Ausladung Adania Shiblis von der Verleihung des Deutschen Buchpreises auf der Frankfurter Buchmesse und die Umstände der Hannah-Arendt-Preisverleihung an Masha Gessen verurteilt, die Israel lautstark bis Israel-feindlich kritisierten. Außerdem verorteten die Initiatoren einen „McCarthyismus“ und fehlende Meinungsfreiheit in Deutschland. Sie kritisierten die IHRA-Antisemitismusdefinition, die Bestandteil der Antisemitismus-Klausel des Berliner Senats bei Fördermittelvergabe für Kulturschaffende war.

## Auswirkungen
Stand April 2024 haben rund 1000 Kulturschaffende weltweit Strike Germany unterzeichnet. Der Aufruf wurde als ein Grund für die schnelle Rücknahme der Berliner Antisemitismusklausel durch Kultursenator Joe Chialo genannt. Vereinzelt kam es zur Absage durch Kunstschaffende im Sinne des Aufrufs: So trennte sich die bosnische Schriftstellerin Lana Bastašić, eine der Unterzeichnerinnen, von ihrem Herausgeber, dem S.-Fischer Verlag. Sie warf ihm vor, sich nicht gegen den „Genozid“ Israels im Gazastreifen ausgesprochen zu haben und zur „systemischen und systematischen Zensur“ in Deutschland geschwiegen zu haben. Ferner wurden Auftritte im Rahmen des CTM-Festivals für experimentelle und elektronische Musik abgesagt. Ebenso zogen der ghanaische Filmemacher Ayo Tsalithaba und der indisch-amerikanische Regisseur Suneil Sanzgiri ihre Filme aus einer Nebenreihe der Berlinale zurück. Im April 2024 gaben die Veranstalter des European Media Art Festival in Osnabrück bekannt, dass mehrere ungenannte Künstler im Film- und im Ausstellungsbereich ihre Werke für die Veranstaltung zurückgezogen haben.